# Liste der Monuments historiques in Bréviandes
Die Liste der Monuments historiques in Bréviandes führt die Monuments historiques in der französischen Gemeinde Bréviandes auf.

## Liste der Objekte
| Bezeichnung                          | Beschreibung                                               | Standort                                | Kennzeichnung | Schutzstatus | Datum | Bild |
| ------------------------------------ | ---------------------------------------------------------- | --------------------------------------- | ------------- | ------------ | ----- | ---- |
| Skulptur Madonna mit Kind            | Kalkstein, 19. Jahrhundert                                 | in der Kirche St-Vincent-de-Paul (Lage) | PM10000334    | Classé       | 1913  |      |
| Pietà                                | Eichenholz, übertüncht, 16. Jahrhundert                    | in der Kirche St-Vincent-de-Paul (Lage) | PM10003445    | Classé       | 1995  |      |
| Gemälde Maria Magdalena in der Wüste | Ölfarbe auf Leinwand, 17. Jahrhundert                      | in der Kirche St-Vincent-de-Paul (Lage) | PM10003069    | Classé       | 1913  |      |
| Gemälde Die Evangelisten             | Ölfarbe auf Leinwand, 17. Jahrhundert; nach Jacob Jordaens | in der Kirche St-Vincent-de-Paul (Lage) | PM10003070    | Classé       | 1913  |      |
| Gemälde Anbetung der Hirten          | Ölfarbe auf Leinwand, 17. Jahrhundert                      | in der Kirche St-Vincent-de-Paul (Lage) | PM10003071    | Classé       | 1913  |      |
| Gemälde Hubertuslegende              | Ölfarbe auf Leinwand, Anfang des 17. Jahrhunderts          | in der Kirche St-Vincent-de-Paul (Lage) | PM10000335    | Classé       | 1913  |      |
| Gemälde Madonna mit Kind             | Ölfarbe auf Leinwand, 17. Jahrhundert                      | in der Kirche St-Vincent-de-Paul (Lage) | PM10000336    | Classé       | 1913  |      |